# José Botella Almodóvar
José Botella Almodóvar (Alacant, 5 d'octubre de 1953) fou un futbolista alacantí de la dècada de 1970.

## Trajectòria
Es formà a l'Elx CF, fins que el 1972 fou fitxat pel FC Barcelona. Jugà al Barcelona Atlètic i a la UE Sant Andreu cedit. Pujà al primer equip blaugrana, on en dues temporades disputà dos partits de lliga i dos més de copa. Jugà una temporada al Reial Valladolid i finalitzà la seva carrera al seu club d'origen l'Elx.

## Palmarès
- Copa espanyola:
  - 1977-78